# Liste des conseillers départementaux de l'Aube
Pour un article plus général, voir Conseil départemental de l'Aube.

## Composition du conseil départemental de l'Aube(34 sièges)
| Parti                              | Sigle | Élus |
| ---------------------------------- | ----- | ---- |
| Opposition (2 sièges)              |       |      |
| Divers gauche                      | DVG   | 2    |
| Majorité (32 sièges)               |       |      |
| Divers droite                      | DVD   | 12   |
| Union pour un mouvement populaire  | UMP   | 20   |
| Président du Conseil départemental |       |      |
| Philippe Adnot                     |       |      |

## Liste des conseillers départementaux de l'Aube
| Canton                  | Conseiller                   | Parti | Parti |
| ----------------------- | ---------------------------- | ----- | ----- |
| Aix-en-Othe             | Didier Leprince              |       | LR    |
| Aix-en-Othe             | Michelle Lhuillier           |       | LR    |
| Arcis-sur-Aube          | Guy Bernier                  |       | UDI   |
| Arcis-sur-Aube          | Solange Gaudy                |       | UDI   |
| Bar-sur-Aube            | Philippe Dallemagne          |       | UDI   |
| Bar-sur-Aube            | Marie-Noëlle Rigollot        |       | DVD   |
| Bar-sur-Seine           | Bernard de La Hamayde        |       | LR    |
| Bar-sur-Seine           | Arlette Massin               |       | LR    |
| Brienne-le-Château      | Jean-Marie Coutord           |       | DVD   |
| Brienne-le-Château      | Joëlle Pesme                 |       | DVD   |
| Creney-près-Troyes      | Philippe Pichery             |       | DVD   |
| Creney-près-Troyes      | Claude Homehr                |       | DVD   |
| Nogent-sur-Seine        | Gérard Ancelin               |       | DVD   |
| Nogent-sur-Seine        | Bernadette Garnier           |       | DVD   |
| Les Riceys              | Jean-Michel Hupfer           |       | LR    |
| Les Riceys              | Christine Patrois            |       | LR    |
| Romilly-sur-Seine       | Jérôme Bonnefoi              |       | LR    |
| Romilly-sur-Seine       | Agnès Mignot                 |       | LR    |
| Saint-André-les-Vergers | Alain Balland                |       | LR    |
| Saint-André-les-Vergers | Véronique Saublet Saint-Mars |       | UDI   |
| Saint-Lyé               | Danièle Boeglin              |       | DVD   |
| Saint-Lyé               | Jean-Marie Camut             |       | DVD   |
| Troyes-1                | Élisabeth Philippon          |       | LR    |
| Troyes-1                | Jacky Raguin                 |       | LR    |
| Troyes-2                | Valéry Denis                 |       | UDC   |
| Troyes-2                | Anne-Marie Zeltz             |       | LR    |
| Troyes-3                | Hania Kouider                |       | LR    |
| Troyes-3                | Olivier Richard              |       | LR    |
| Troyes-4                | Catherine Brégeaut           |       | UDI   |
| Troyes-4                | Marc Bret                    |       | DVG   |
| Troyes-5                | Sibylle Bertail              |       | DVD   |
| Troyes-5                | Jacques Rigaud               |       | LR    |
| Vendeuvre-sur-Barse     | Christian Branle             |       | LR    |
| Vendeuvre-sur-Barse     | Marielle Chevallier          |       | LR    |